# John Hanford
John Van Hanford III (né vers 1954) est ambassadeur itinérant des États-Unis pour la liberté religieuse internationale. Il est nommé à ce poste en 2002 par le président George W. Bush et l'occupe jusqu'en 2009. En tant qu’ambassadeur, il dirige le Bureau de la liberté religieuse internationale au Département d’État des États-Unis.
Le Bureau de la liberté religieuse internationale et le poste d’ambassadeur itinérant pour la liberté religieuse internationale ont été créés en vertu des dispositions de la Loi de 1998 sur la liberté religieuse internationale. Hanford est le deuxième ambassadeur, succédant à Robert A. Seiple.

## Jeunesse et éducation
Hanford est originaire de Salisbury, en Caroline du Nord, et il est le neveu d'Elizabeth Hanford Dole.
Il fréquente l'université de Caroline du Nord à Chapel Hill grâce à une bourse John Motley Morehead et obtient une licence (BA) en économie. Il sort ensuite diplômé avec une maîtrise en théologie (M.Div.) du séminaire théologique Gordon-Conwell, où il a également été président de l'association des étudiants.

## Carrière

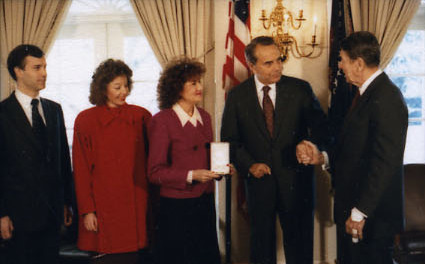
Hanford avec le président Ronald Reagan, le sénateur Bob Dole, Elizabeth Dole et Robin Dole en 1989.

Après sa maîtrise, Hanford exerce un ministère pastoral au sein de l'église presbytérienne de West Hopewell à Hopewell, en Virginie. Il sert sous la direction du Dr Timothy Keller (auteur à succès et pasteur fondateur de l'église presbytérienne Redeemer, à New York) et vit avec la famille Keller.
Il exerce ensuite pendant 14 ans comme expert sur les questions liberté religieuse internationale, tout en travaillant au sein du cabinet du sénateur Richard Lugar. Pendant cette période, Hanford déploie beaucoup d'efforts impliquant des sénateurs et des représentants américains, des présidents et des secrétaires d'État pour lutter contre certaines des persécutions religieuses les plus graves au monde.
En 1998, Hanford est l'architecte en chef de l'initiative bipartite du Congrès qui a créé les structures permanentes du gouvernement américain pour faire progresser la liberté religieuse dans le monde. Il a dirigé plusieurs bureaux du Congrès dans la rédaction de la Loi de 1998 sur la liberté religieuse internationale (IRFA) et, avec les principaux sponsors du projet, il a fait avancer la loi à travers le processus législatif jusqu'à un vote unanime des deux chambres du Congrès. L'IRFA a créé un Bureau au sein du Département d'État, dirigé par un ambassadeur itinérant de haut niveau, le Rapport annuel des États-Unis sur la liberté religieuse internationale, la Commission des États-Unis sur la liberté religieuse internationale et un processus annuel visant à désigner et à sanctionner les auteurs des violations les plus graves de la liberté religieuse. L'IRFA est considérée par beaucoup comme l'une des plus importantes réalisations législatives du Congrès dans le domaine des droits de l'homme.
En mai 2002, John V. Hanford III prête serment en tant que deuxième ambassadeur itinérant des États-Unis pour la liberté religieuse internationale. L'ambassadeur itinérant est, selon la loi, l'un des principaux conseillers du président et du secrétaire d'État et fait office de diplomate en chef des États-Unis sur les questions de liberté religieuse dans le monde. L'ambassadeur Hanford est l'une des quatre seules personnalités nommées au niveau de secrétaire adjoint ou supérieur à occuper son poste au département d'État pendant les deux mandats de l'administration Bush.
Sous la direction de l’ambassadeur Hanford, le Bureau de la liberté religieuse internationale a plus que quadruplé de taille et a considérablement élargi son champ d’opérations et son influence au sein du Département d’État. Le Bureau assume également, pour la première fois, l'entière responsabilité de la production du Rapport annuel sur la liberté religieuse dans le monde, qui est désormais reconnu comme la « référence absolue » en matière de rapports sur la liberté religieuse.
En collaboration avec le secrétaire d'État, l'ambassadeur Hanford permet de faire inscrire quatre nouveaux pays à la liste des « pays particulièrement préoccupants » (CPC) en vertu de la Loi sur la liberté religieuse internationale : l'Arabie saoudite, le Vietnam, l'Érythrée et l'Ouzbékistan.
Chacune de ces désignations a par la suite donné lieu à de longues négociations pour améliorer la liberté religieuse de chacun de ces pays. L’ambassadeur Hanford a négocié et signé un accord contraignant historique avec le gouvernement vietnamien, par lequel ce dernier s’est engagé à remédier aux graves violations de la liberté religieuse. En conséquence, le Vietnam a interdit les abjurations forcées de la foi, libéré tous les prisonniers religieux connus, pris des mesures pour mettre un terme aux brutalités policières, rouvert des centaines d’églises et de lieux de culte fermés, adopté une nouvelle législation accordant une plus grande liberté religieuse et régularisé un certain nombre de groupes religieux précédemment interdits et comptant des centaines de milliers de membres. Grâce à ces améliorations, le Vietnam est devenu en 2006 le premier pays à être rayé de la liste des CPC par la voie diplomatique.
Cependant, à plusieurs occasions, et ce jusqu'en 2024, la Commission a proposé de remettre le Vietnam sur la liste des pays particulièrement préoccupants en raison de violations régulières de la liberté religieuse,,.
Hanford a aussi mené des négociations répétées chaque année avec l’Arabie saoudite. Malgré des engagements publics de ce pays de changer sa politique en matière de liberté religieuse, l'Arabie saoudite n'a jamais été retirée, depuis 2004 jusqu'à ce jour (2024), de la liste des pays particulièrement préoccupants en raison de progrès très insuffisants pendant le mandat de Hanford comme celui de ses successeurs.

## Vie privée
L’ambassadeur Hanford et son épouse, Laura Hanford, ont cinq enfants.